# Puente del Tercer Milenio Juan Pablo II
El puente del Tercer Milenio Juan Pablo II (en polaco: Most III Tysiąclecia im. Jana Pawła II) es un puente de carretera atirantado que cruza el río Martwa Wisła en Gdansk, Polonia. Es el puente atirantado más largo del país con el apoyo de una sola pilona, que tiene forma de "'Y"' invertida y alcanza los 100 metros de altura.
El puente une el Puerto Norte de Gdańsk con la red vial nacional y es el primer tramo de la futura carretera de circunvalación de la ciudad de Gdansk.